# TV-tittarna
TV-tittarna var ett svenskt underhållningsprogram som sändes i SVT hösten 1990. Programledare var Pontus Enhörning och programmet var baserat på en idé från Sven Melander. TV-tittarna sändes i 10 avsnitt på tisdagkvällar.
Programidén var att två tävlande par kämpade mot varandra i en grundomgång där man kunde nå maximalt 20 poäng via 6 frågor upplagda på en videovägg. Två av dessa frågor var så kallade "jokrar" som gav fyra poäng om man kunde rätt svar, övriga frågor gav 3 poäng maximalt. Det av lagen som hade nått flest poäng efter grundomgången gick till en final där man under 60 sekunder skulle svara på 8 frågor där antalet rätt ledde laget till en resa någonstans i världen.
Programidén och tonen var lättsam och frågorna byggde på de drygt 30 år av TV-underhållning som producerats från 1960-talet och framåt. Av någon anledning ansåg Sveriges Television att programmet inte höll måttet, varpå det lades ned redan efter en säsong, men man hann ändå kora ett antal högvinsttagare som plockade hem fina priser.